# 第39号交响曲 (莫扎特)
降E大調第39号交响曲，作品號K. 543，是沃夫岡·阿瑪迪斯·莫札特创作的一首交响曲，于1788年6月26日完成。

## 创作背景
第39号交响曲是莫扎特在1788年夏天创作的一組三首交响曲中第一首的曲目。另外两首为第40号交响曲和第41号交响曲，分别于7月25日和8月10日完成。本曲有着宏大的前奏卻沒有尾聲，故奧地利指揮家尼古勞斯·哈農庫特認爲莫札特將這三首交響曲作爲一個整體寫就，看法受到許多指揮者的認同，也在音樂會現場及商業錄音中安排三首交響曲連續演出，以為呼應。另外，他在創作本曲時可能以同調性的米歇爾·海頓第26號交響曲爲藍本。

## 分析

### 配器
| - 木管樂器 - 長笛：1 - 單簧管：2 - 低音管：2 | - 銅管樂器 - 法國號：2 - 小號：2 | - 定音鼓 | - 弦樂器 - 第一小提琴 - 第二小提琴 - 中提琴 - 大提琴 - 低音提琴 |

依照工具書《管弦樂作品手冊》指示，上述之配器可簡記為"1 0 2 2—2 2 0 0—tmp—str"。

### 結構
本首交響曲共有4個樂章：
第一樂章
慢板–快板（Adagio–Allegro）

樂曲的一開始，是開朗而緩慢的序奏，由定音鼓奏出主要節奏，小提琴則以下行音階對唱之。之後則是長笛和小提琴的對話。序奏逐漸靜下後，則近快版3拍子的奏鳴曲式。
第二樂章
稍快的行板（Andante con moto）

慢速度的抒情樂章，整個樂章具有鮮明對比的色彩。
第三樂章
小步舞曲：稍快板（Menuetto: Allegretto）

典型的古典主義小步舞曲，是一個充滿活力的樂章。
第四樂章
終曲：快板（Finale: Allegro）

第四樂章是快板的終樂章，典型的莫札特活潑風格，加上大量的快速音群，往往讓聽眾難忘不已。